# پارامتر نامگذاری‌شده
در برنامه‌نویسی رایانه‌ای، پارامتر نامگذاری‌شده آن دسته از پارامترهای یک تابع هستند که زبان برنامه‌نویسی اجازه می‌دهد که علاوه بر مقدارشان، نامشان نیز ذکر شود.
اگر در زمان فراخوانی یک تابع، فقط مقدار پارامتر ذکر شود، آنگاه این پارامتر را پارامتر نام‌گذاری‌نشده می‌نامند.
بسیاری از زبان‌های برنامه‌نویسی رایانه‌ای اجازهٔ استفاده از هر دو نوع پارامتر را می‌دهند اما برخی فقط اجازهٔ استفاده از یک نوع را می‌دهند یا محدودیت‌هایی برای نحوهٔ ترکیب پارامترهای نامگذاری‌شده و نامگذاری‌نشده قائل می‌شوند. برای مثال، پایتون از هر دو نوع پارامترها پشتیبانی می‌کند، در نتیجه می‌توان دستوری مشابه این را در پایتون نوشت:
```
window
.
addNewControl
(
title
=
"Title"
,

                     
xPosition
=
20
,

                     
yPosition
=
50
,

                     
width
=
100
,

                     
height
=
50
,

                     
drawingNow
=
True
)

```

در اینجا، تابع addNewControl شش پارامتر می‌پذیرد و در دستور بالا تمام این پارامترها نام برده شده‌اند. تعریف تابع مذکور می‌تواند فرضاً به شکل زیر باشد:
```
class
 
window
:

...

  
def
 
addNewControl
(
title
,

                   
xPosition
,

                   
yPosition
,

                   
width
,

                   
height
,

                   
drawingNow
):

  
...

```

پایتون اجازه می‌دهد که پارامترهایی که نامگذاری شده‌اند، بدون ذکر نامشان نیز به کار بروند اما در این حالت ترتیب‌شان باید رعایت شود؛ مثلاً دستور زیر هم نتیجه‌ای مشابه دستور اولی در بالا می‌دهد.
```
window
.
addNewControl
(
"Title"
,
20
,
50
,
100
,
50
,
True
)

```

استفاده از پارامترهای نامگذاری‌شده می‌تواند راه را برای تعریف مقادیر پیش‌فرض پارامترها هموار کند و اجازه دهد که در زمان فراخوانی تابع، برخی پارامترها مقداردهی نشوند تا مقدار پیش‌فرض آن‌ها به کار گرفته شود. این کار البته با پارامترهای نامگذاری‌نشده نیز ممکن است اما در آن صورت ترتیب پارامترها می‌تواند محدودیت‌های در این که کدامشان را می‌توان ذکر نکرد ایجاد کند.